# 極軌道
極軌道（きょくきどう、英語: polar orbit）とは、惑星や衛星等が、その母星である天体の、極の上空やその付近を通る軌道である。軌道力学の用語で言うならば（赤道面に対して）軌道傾斜角が90度に近い軌道である。
極軌道は、地図作成や地球観測衛星、偵察衛星、気象衛星などでよく用いられる。対地同期軌道と比較して、地球上の広い範囲の地点を常に上空から次々と観測することが利点あるいは欠点であり、地球上のある地点を常に同じ角度から観測しないことが利点あるいは欠点である。

## 太陽同期軌道
極軌道に分類されるタイプの軌道のうち、特筆すべきものは太陽同期軌道である。
人工衛星などが軌道傾斜角がぴったり90度の極軌道にある場合、その軌道面を変えさせるような力が働く理由はどこにも無いから、その軌道面は天球に対して常に同じ角度にある。つまり、地球の人工衛星であれば、1年をかけて地球上のそれぞれの地点の1日24時間を観測するような軌道ということになる。
しかし、地球における人工衛星の場合、地球が真球ではなく回転楕円体であることが原因で、軌道傾斜角を約100度とすると、軌道面が1年で1回転するような力を受ける（詳細は太陽同期軌道の記事を参照）。この軌道では、連続したそれぞれの軌道は、それぞれの地点における1日の同じ時刻をいつも通過する。この特性は、気温のセンシングなどには特に重要である。極軌道をとる実用衛星の多くは、もっぱらそういった目的でこの軌道をとっている。
同じ時間に通過するためには、軌道はできるだけ短く、低くする必要がある。しかし、数百km程度の低軌道では、大気に引きずられてすぐに減速してしまうため、良く使われる軌道は、高度1000km程度で軌道周期が約100分の軌道である。太陽が照っている半分をわずか50分で周回するため、大きくは時間がずれることはない。